# Heterospilus
Genre
Heterospilus est un genre d'insectes de la famille des Braconidae.

## Liste des espèces
Selon GBIF (23 avril 2023) :
- Heterospilus achi Marsh, Wild & Whitfield, 2013
- Heterospilus achterbergi Marsh, Wild & Whitfield, 2013
- Heterospilus aciculatus (Provancher, 1888)
- Heterospilus aesculapius Marsh, Wild & Whitfield, 2013
- Heterospilus agujas Marsh, Wild & Whitfield, 2013
- Heterospilus agujasensis Marsh, Wild & Whitfield, 2013
- Heterospilus alajuelus Marsh, Wild & Whitfield, 2013
- Heterospilus alboapicalis Belokobylskij, 1994
- Heterospilus albocoxalis Marsh, Wild & Whitfield, 2013
- Heterospilus alejandroi Marsh, Wild & Whitfield, 2013
- Heterospilus alternicoloratus
- Heterospilus amuzgo Marsh, Wild & Whitfield, 2013
- Heterospilus angelicae Marsh, Wild & Whitfield, 2013
- Heterospilus angustus Marsh, Wild & Whitfield, 2013
- Heterospilus annulatus Marsh, 1982
- Heterospilus annulicornis (Ashmead, 1894)
- Heterospilus annulicornis Muesebeck, 1937
- Heterospilus anobiidivorus Muesebeck, 1939
- Heterospilus anthaxiae (Ashmead, 1893)
- Heterospilus aphrodite Marsh, Wild & Whitfield, 2013
- Heterospilus apollo Marsh, Wild & Whitfield, 2013
- Heterospilus appalachicola (Viereck, 1905)
- Heterospilus arawak Marsh, Wild & Whitfield, 2013
- Heterospilus areolatus Marsh, Wild & Whitfield, 2013
- Heterospilus arleiophagus Marsh & Melo, 1999
- Heterospilus artemis Marsh, Wild & Whitfield, 2013
- Heterospilus ater Fischer, 1960
- Heterospilus athena Marsh, Wild & Whitfield, 2013
- Heterospilus atratus (Ashmead, 1890)
- Heterospilus atriceps (Ashmead, 1893)
- Heterospilus attraholucus Marsh, Wild & Whitfield, 2013
- Heterospilus aubreyae Marsh, Wild & Whitfield, 2013
- Heterospilus austini Marsh, Wild & Whitfield, 2013
- Heterospilus ayewai
- Heterospilus azofeifai Marsh, Wild & Whitfield, 2013
- Heterospilus bacchus Marsh, Wild & Whitfield, 2013
- Heterospilus baeticatus (Provancher, 1880)
- Heterospilus balicyba
- Heterospilus barbalhoae Marsh, Wild & Whitfield, 2013
- Heterospilus belokobylskiji Kula, 2011
- Heterospilus bennetti Marsh, Wild & Whitfield, 2013
- Heterospilus bicolor Marsh, Wild & Whitfield, 2013
- Heterospilus boharti Marsh, Wild & Whitfield, 2013
- Heterospilus boliviensis Szepligeti, 1906
- Heterospilus borucas Marsh, Wild & Whitfield, 2013
- Heterospilus brachyptera (Jakimavicius, 1968)
- Heterospilus braeti Marsh, Wild & Whitfield, 2013
- Heterospilus brasilophagus Marsh & Melo, 1999
- Heterospilus brethesi Marsh, Wild & Whitfield, 2013
- Heterospilus breviarius Marsh, Wild & Whitfield, 2013
- Heterospilus breviatus Shi, Yang & Chen, 2002
- Heterospilus brevicornalus Shi & Chen, 2004
- Heterospilus brevicornus Marsh, Wild & Whitfield, 2013
- Heterospilus bribri Marsh, Wild & Whitfield, 2013
- Heterospilus bruchi Viereck, 1910
- Heterospilus bruesi Marsh, Wild & Whitfield, 2013
- Heterospilus brullei Marsh, Wild & Whitfield, 2013
- Heterospilus cabecares Marsh, Wild & Whitfield, 2013
- Heterospilus cacaoensis Marsh, Wild & Whitfield, 2013
- Heterospilus cachiensis Marsh, Wild & Whitfield, 2013
- Heterospilus caesus (Nees, 1834)
- Heterospilus caetetus
- Heterospilus cameroni Marsh, Wild & Whitfield, 2013
- Heterospilus cancellatus Shi, 2002
- Heterospilus cangrejaensis Marsh, Wild & Whitfield, 2013
- Heterospilus caophongensis Belokobylskij, 1994
- Heterospilus careonotaulus Marsh, Wild & Whitfield, 2013
- Heterospilus caritus Marsh, Wild & Whitfield, 2013
- Heterospilus carolinae Marsh, Wild & Whitfield, 2013
- Heterospilus cartagoensis Marsh, Wild & Whitfield, 2013
- Heterospilus catiensis Marsh, Wild & Whitfield, 2013
- Heterospilus catorce Marsh, Wild & Whitfield, 2013
- Heterospilus ceballosi (Docavo Alberti, 1960)
- Heterospilus cephi Rohwer, 1925
- Heterospilus cero Marsh, Wild & Whitfield, 2013
- Heterospilus chaoi Marsh, Wild & Whitfield, 2013
- Heterospilus chilamatensis Marsh, Wild & Whitfield, 2013
- Heterospilus chinensis Chen & Shi, 2004
- Heterospilus chinjuensis Belokobylskij & Ku, 2021
- Heterospilus chittendenii (Ashmead, 1893)
- Heterospilus chocho Marsh, Wild & Whitfield, 2013
- Heterospilus chorotegus Marsh, Wild & Whitfield, 2013
- Heterospilus chorti Marsh, Wild & Whitfield, 2013
- Heterospilus chui
- Heterospilus cinco Marsh, Wild & Whitfield, 2013
- Heterospilus cocopa Marsh, Wild & Whitfield, 2013
- Heterospilus colliletus Marsh, Wild & Whitfield, 2013
- Heterospilus colonensis Marsh, Wild & Whitfield, 2013
- Heterospilus complanatus Marsh, Wild & Whitfield, 2013
- Heterospilus concolor (Szepligeti, 1906)
- Heterospilus conservatus Marsh, Wild & Whitfield, 2013
- Heterospilus consimilis (Ashmead, 1893)
- Heterospilus cora Marsh, Wild & Whitfield, 2013
- Heterospilus corcovado Marsh, Wild & Whitfield, 2013
- Heterospilus corrugatus Marsh, Wild & Whitfield, 2013
- Heterospilus corsicus (Marshall, 1888)
- Heterospilus costaricensis Marsh, Wild & Whitfield, 2013
- Heterospilus cressoni Marsh, Wild & Whitfield, 2013
- Heterospilus cuatro Marsh, Wild & Whitfield, 2013
- Heterospilus curtisi Marsh, Wild & Whitfield, 2013
- Heterospilus curvisulcus
- Heterospilus cushmani Marsh, Wild & Whitfield, 2013
- Heterospilus dani Marsh, Wild & Whitfield, 2013
- Heterospilus demeter Marsh, Wild & Whitfield, 2013
- Heterospilus densistriatus
- Heterospilus dianae Marsh, Wild & Whitfield, 2013
- Heterospilus diecinueve Marsh, Wild & Whitfield, 2013
- Heterospilus dieciocho Marsh, Wild & Whitfield, 2013
- Heterospilus dieciseis Marsh, Wild & Whitfield, 2013
- Heterospilus diecisiete Marsh, Wild & Whitfield, 2013
- Heterospilus diez Marsh, Wild & Whitfield, 2013
- Heterospilus discolor (Cresson, 1865)
- Heterospilus divisus (Wollaston, 1858)
- Heterospilus doce Marsh, Wild & Whitfield, 2013
- Heterospilus dos Marsh, Wild & Whitfield, 2013
- Heterospilus dubitatus Brues, 1912
- Heterospilus dulcus Marsh, Wild & Whitfield, 2013
- Heterospilus eberhardi Marsh, Wild & Whitfield, 2013
- Heterospilus ektorincon Marsh, Wild & Whitfield, 2013
- Heterospilus emilius Marsh, Wild & Whitfield, 2013
- Heterospilus empalmensis Marsh, Wild & Whitfield, 2013
- Heterospilus enderleini Marsh, Wild & Whitfield, 2013
- Heterospilus escazuensis Marsh, Wild & Whitfield, 2013
- Heterospilus etiellae Rohwer, 1925
- Heterospilus eurostae Viereck, 1917
- Heterospilus extasus Papp, 1987
- Heterospilus fahringeri Marsh, Wild & Whitfield, 2013
- Heterospilus fasciatus Ashmead, 1894
- Heterospilus fasciiventris Brues, 1912
- Heterospilus faustinus Marsh, 1982
- Heterospilus fernandesi
- Heterospilus ferruginus Ashmead, 1894
- Heterospilus fiorelinii
- Heterospilus fischeri Belokobylskij, 1983
- Heterospilus fischeri Marsh, Wild & Whitfield, 2013
- Heterospilus flaviceps (Marshall, 1897)
- Heterospilus flavicollis (Ashmead, 1893)
- Heterospilus flavidus Marsh, Wild & Whitfield, 2013
- Heterospilus flavipes (Cameron, 1905)
- Heterospilus flavisoma Marsh, Wild & Whitfield, 2013
- Heterospilus flavostigmus Marsh, Wild & Whitfield, 2013
- Heterospilus floridanus (Ashmead, 1893)
- Heterospilus foersteri Marsh, Wild & Whitfield, 2013
- Heterospilus fonsecai Marsh, Wild & Whitfield, 2013
- Heterospilus fournieri Marsh, Wild & Whitfield, 2013
- Heterospilus frommeri Marsh, 1989
- Heterospilus fujianensis Tang, Belokobylskij, He & Chen, 2013
- Heterospilus fuscexilis Shaw, 1997
- Heterospilus fuscinervis (Cameron, 1887)
- Heterospilus gahani Marsh, Wild & Whitfield, 2013
- Heterospilus gajwaensis Belokobylskij & Ku, 2021
- Heterospilus garifuna Marsh, Wild & Whitfield, 2013
- Heterospilus gauldi Marsh, Wild & Whitfield, 2013
- Heterospilus genalis Tobias, 1976
- Heterospilus golfodulcensis Marsh, Wild & Whitfield, 2013
- Heterospilus gossypii Muesebeck, 1937
- Heterospilus gouleti Marsh, Wild & Whitfield, 2013
- Heterospilus gracilis Shi & Chen, 2004
- Heterospilus granulatus Marsh, Wild & Whitfield, 2013
- Heterospilus granulosus
- Heterospilus grisselli Marsh, Wild & Whitfield, 2013
- Heterospilus guanacastensis Marsh, Wild & Whitfield, 2013
- Heterospilus guapilensis Marsh, Wild & Whitfield, 2013
- Heterospilus hachaensis Marsh, Wild & Whitfield, 2013
- Heterospilus halidayi Marsh, Wild & Whitfield, 2013
- Heterospilus hambletoni Muesebeck, 1937
- Heterospilus hansoni Marsh, Wild & Whitfield, 2013
- Heterospilus hansonorum Marsh, Wild & Whitfield, 2013
- Heterospilus haplocarinus Marsh, Wild & Whitfield, 2013
- Heterospilus hedqvisti Marsh, Wild & Whitfield, 2013
- Heterospilus hemipterus (Thomson, 1892)
- Heterospilus hemitestaceus Belokobylskij, 1996
- Heterospilus hera Marsh, Wild & Whitfield, 2013
- Heterospilus heredius Marsh, Wild & Whitfield, 2013
- Heterospilus hespenheidei Marsh, Wild & Whitfield, 2013
- Heterospilus heulriensis Belokobylskij & Ku, 2021
- Heterospilus holleyae Marsh, Wild & Whitfield, 2013
- Heterospilus homalos
- Heterospilus huddlestoni Marsh, Wild & Whitfield, 2013
- Heterospilus huetares Marsh, Wild & Whitfield, 2013
- Heterospilus humeralis Ashmead, 1894
- Heterospilus hylotrupidis (Ashmead, 1893)
- Heterospilus hypermekus Marsh, Wild & Whitfield, 2013
- Heterospilus hyungkeunleei Belokobylskij & Ku, 2021
- Heterospilus indigenus Belokobylskij, 1983
- Heterospilus intervalesi
- Heterospilus itza Marsh, Wild & Whitfield, 2013
- Heterospilus ixcatec Marsh, Wild & Whitfield, 2013
- Heterospilus ixil Marsh, Wild & Whitfield, 2013
- Heterospilus jabillosensis Marsh, Wild & Whitfield, 2013
- Heterospilus jakaltek Marsh, Wild & Whitfield, 2013
- Heterospilus janzeni Marsh, Wild & Whitfield, 2013
- Heterospilus japi
- Heterospilus jennieae Marsh, Wild & Whitfield, 2013
- Heterospilus jianfengensis
- Heterospilus joni Marsh, 1982
- Heterospilus jonmarshi Marsh, Wild & Whitfield, 2013
- Heterospilus jupiter Marsh, Wild & Whitfield, 2013
- Heterospilus kellieae Marsh, Wild & Whitfield, 2013
- Heterospilus kerzhneri Belokobylskij & Maeto, 2009
- Heterospilus kiefferi Marsh, Wild & Whitfield, 2013
- Heterospilus kikapu Marsh, Wild & Whitfield, 2013
- Heterospilus koebelei (Ashmead, 1893)
- Heterospilus kulai Marsh, Wild & Whitfield, 2013
- Heterospilus kuna Marsh, Wild & Whitfield, 2013
- Heterospilus languriae (Ashmead, 1893)
- Heterospilus lapierrei Marsh, Wild & Whitfield, 2013
- Heterospilus lasalturus Marsh, Wild & Whitfield, 2013
- Heterospilus laselvus Marsh, Wild & Whitfield, 2013
- Heterospilus leenderti Marsh, Wild & Whitfield, 2013
- Heterospilus leioenopus Marsh, Wild & Whitfield, 2013
- Heterospilus leiponotaulus Marsh, Wild & Whitfield, 2013
- Heterospilus lenca Marsh, Wild & Whitfield, 2013
- Heterospilus leptosoma Fischer, 1960
- Heterospilus leptostyli Rohwer, 1913
- Heterospilus levis Marsh, Wild & Whitfield, 2013
- Heterospilus leviscutum Marsh, Wild & Whitfield, 2013
- Heterospilus levitergum Marsh, Wild & Whitfield, 2013
- Heterospilus limonensis Marsh, Wild & Whitfield, 2013
- Heterospilus liopodis (Brues, 1910)
- Heterospilus liui
- Heterospilus longicaudus (Ashmead, 1893)
- Heterospilus longinoi Marsh, Wild & Whitfield, 2013
- Heterospilus longisulcus Marsh, Wild & Whitfield, 2013
- Heterospilus longius Marsh, Wild & Whitfield, 2013
- Heterospilus longiventrius
- Heterospilus luculentus (Belokobylskij, 1992)
- Heterospilus luridostigmus Marsh, 2002
- Heterospilus luteogaster Marsh, Wild & Whitfield, 2013
- Heterospilus luteoscutum Marsh, Wild & Whitfield, 2013
- Heterospilus luteus Marsh, Wild & Whitfield, 2013
- Heterospilus macrocarinus Marsh, Wild & Whitfield, 2013
- Heterospilus macrocaudatus Marsh, Wild & Whitfield, 2013
- Heterospilus magnus Marsh, Wild & Whitfield, 2013
- Heterospilus malaisei Marsh, Wild & Whitfield, 2013
- Heterospilus mam Marsh, Wild & Whitfield, 2013
- Heterospilus marchi (Docavo Alberti, 1960)
- Heterospilus maritzaensis Marsh, Wild & Whitfield, 2013
- Heterospilus mars Marsh, Wild & Whitfield, 2013
- Heterospilus maseongus Belokobylskij & Ku, 2021
- Heterospilus masneri Marsh, Wild & Whitfield, 2013
- Heterospilus masoni Marsh, Wild & Whitfield, 2013
- Heterospilus matthewsi Marsh & Melo, 1999
- Heterospilus megalopus Marsh, 1982
- Heterospilus melanocephalus Rohwer, 1925
- Heterospilus melleus (Ashmead, 1893)
- Heterospilus mellosus Marsh, Wild & Whitfield, 2013
- Heterospilus meloi
- Heterospilus menkei Marsh, Wild & Whitfield, 2013
- Heterospilus mercury Marsh, Wild & Whitfield, 2013
- Heterospilus meridionalis Brues, 1912
- Heterospilus mesopleuron
- Heterospilus michaeli Kula, 2013
- Heterospilus micronesianus Belokobylskij & Maeto, 2008
- Heterospilus microstigmi Richards, 1935
- Heterospilus milleri Marsh, Wild & Whitfield, 2013
- Heterospilus minimus Fischer, 1960
- Heterospilus miskito Marsh, Wild & Whitfield, 2013
- Heterospilus mixtec Marsh, Wild & Whitfield, 2013
- Heterospilus monteverde Marsh, Wild & Whitfield, 2013
- Heterospilus mopanmaya Marsh, Wild & Whitfield, 2013
- Heterospilus mordellistenae Viereck, 1911
- Heterospilus muertensis Marsh, Wild & Whitfield, 2013
- Heterospilus muesebecki Marsh, Wild & Whitfield, 2013
- Heterospilus nahua Marsh, Wild & Whitfield, 2013
- Heterospilus nanlingensis
- Heterospilus neesi Marsh, Wild & Whitfield, 2013
- Heterospilus nemestrinus Marsh, Wild & Whitfield, 2013
- Heterospilus nephilim Marsh, Wild & Whitfield, 2013
- Heterospilus nephus Marsh, Wild & Whitfield, 2013
- Heterospilus niger (Szepligeti, 1906)
- Heterospilus nigracapitus Marsh, Wild & Whitfield, 2013
- Heterospilus nigragonatus Marsh, Wild & Whitfield, 2013
- Heterospilus nigrescens Ashmead, 1894
- Heterospilus nigricoxus Marsh, Wild & Whitfield, 2013
- Heterospilus nishijimus Belokobylskij & Maeto, 2008
- Heterospilus nixoni Marsh, Wild & Whitfield, 2013
- Heterospilus noyesi Marsh, Wild & Whitfield, 2013
- Heterospilus nueve Marsh, Wild & Whitfield, 2013
- Heterospilus nunesi Marsh, Wild & Whitfield, 2013
- Heterospilus oculatus Belokobylskij, 1988
- Heterospilus once Marsh, Wild & Whitfield, 2013
- Heterospilus orbitus Marsh, Wild & Whitfield, 2013
- Heterospilus orientalis Belokobylskij, 1983
- Heterospilus orosi Marsh, Wild & Whitfield, 2013
- Heterospilus pacificola Belokobylskij & Maeto, 2008
- Heterospilus pallidipes Ashmead, 1894
- Heterospilus paloverde Marsh, Wild & Whitfield, 2013
- Heterospilus pappi Marsh, Wild & Whitfield, 2013
- Heterospilus paradoxus (Enderlein, 1920)
- Heterospilus parkeri Marsh, Wild & Whitfield, 2013
- Heterospilus parvus Marsh, Wild & Whitfield, 2013
- Heterospilus pech Marsh, Wild & Whitfield, 2013
- Heterospilus pectinatus (Enderlein, 1920)
- Heterospilus penosa Marsh, Wild & Whitfield, 2013
- Heterospilus periotoi
- Heterospilus petiolatus Marsh, Wild & Whitfield, 2013
- Heterospilus petralbus Marsh, Wild & Whitfield, 2013
- Heterospilus phaeocoxus Marsh, Wild & Whitfield, 2013
- Heterospilus phaeoskelus Marsh, Wild & Whitfield, 2013
- Heterospilus pharkidodus Marsh, Wild & Whitfield, 2013
- Heterospilus phytorius Marsh, Wild & Whitfield, 2013
- Heterospilus pinicola Belokobylskij, 1994
- Heterospilus pitillaensis Marsh, Wild & Whitfield, 2013
- Heterospilus pityophthori (Ashmead, 1893)
- Heterospilus poqomam Marsh, Wild & Whitfield, 2013
- Heterospilus poqomchi Marsh, Wild & Whitfield, 2013
- Heterospilus prodigiosus
- Heterospilus prodoxi (Riley, 1880)
- Heterospilus pronotalis Belokobylskij, Iqbal & Austin, 2004
- Heterospilus prosopidis Viereck, 1910
- Heterospilus puertoviejoensis Marsh, Wild & Whitfield, 2013
- Heterospilus punctatus
- Heterospilus puntarensis Marsh, Wild & Whitfield, 2013
- Heterospilus qanjobal Marsh, Wild & Whitfield, 2013
- Heterospilus qingliangensis
- Heterospilus quaestor (Haliday, 1836)
- Heterospilus quickei Marsh, Wild & Whitfield, 2013
- Heterospilus quitirrisi Marsh, Wild & Whitfield, 2013
- Heterospilus racostica Marsh, Wild & Whitfield, 2013
- Heterospilus rama Marsh, Wild & Whitfield, 2013
- Heterospilus ramirezi Marsh, Wild & Whitfield, 2013
- Heterospilus ratzeburgi Marsh, Wild & Whitfield, 2013
- Heterospilus reagani Marsh, Wild & Whitfield, 2013
- Heterospilus reinhardi Marsh, Wild & Whitfield, 2013
- Heterospilus retheospilus Marsh, Wild & Whitfield, 2013
- Heterospilus rhabdotus Marsh, Wild & Whitfield, 2013
- Heterospilus ricacosta Marsh, Wild & Whitfield, 2013
- Heterospilus richardsi Marsh & Melo, 1999
- Heterospilus rinconensis Marsh, Wild & Whitfield, 2013
- Heterospilus riveroni
- Heterospilus robbieae Marsh, Wild & Whitfield, 2013
- Heterospilus rohweri Marsh, Wild & Whitfield, 2013
- Heterospilus rojasi Marsh, Wild & Whitfield, 2013
- Heterospilus romani Marsh, Wild & Whitfield, 2013
- Heterospilus rubicola Fischer, 1968
- Heterospilus rubrocinctus (Ashmead, 1905)
- Heterospilus rufithorax (Cresson, 1865)
- Heterospilus rugosus Marsh, Wild & Whitfield, 2013
- Heterospilus sabrinae Marsh, Wild & Whitfield, 2013
- Heterospilus saminae Marsh, Wild & Whitfield, 2013
- Heterospilus sanjosensis Marsh, Wild & Whitfield, 2013
- Heterospilus santarosensis Marsh, Wild & Whitfield, 2013
- Heterospilus sanvitoensis Marsh, Wild & Whitfield, 2013
- Heterospilus saturn Marsh, Wild & Whitfield, 2013
- Heterospilus scolyticida (Ashmead, 1893)
- Heterospilus seis Marsh, Wild & Whitfield, 2013
- Heterospilus selandriae (Ashmead, 1889)
- Heterospilus semidepressus
- Heterospilus separatus Fischer, 1960
- Heterospilus sergeyi Marsh, Wild & Whitfield, 2013
- Heterospilus setosiscutum
- Heterospilus setosus
- Heterospilus sharkeyi Marsh, Wild & Whitfield, 2013
- Heterospilus shawi Marsh, 2013
- Heterospilus shenefelti Marsh, Wild & Whitfield, 2013
- Heterospilus shonan Marsh, Wild & Whitfield, 2013
- Heterospilus shoshonea (Viereck, 1907)
- Heterospilus sicanus (Marshall, 1888)
- Heterospilus siete Marsh, Wild & Whitfield, 2013
- Heterospilus similis Marsh, Wild & Whitfield, 2013
- Heterospilus sinuatus Marsh, Wild & Whitfield, 2013
- Heterospilus smithi Marsh, Wild & Whitfield, 2013
- Heterospilus sormusi
- Heterospilus spiloheterus Marsh, Wild & Whitfield, 2013
- Heterospilus staryi Marsh, Wild & Whitfield, 2013
- Heterospilus stelfoxi Marsh, Wild & Whitfield, 2013
- Heterospilus strazanaci Marsh, Wild & Whitfield, 2013
- Heterospilus striatiscutum Belokobylskij & Maeto, 2008
- Heterospilus striatus Muesebeck & Walkley, 1951
- Heterospilus sumo Marsh, Wild & Whitfield, 2013
- Heterospilus suriensis Belokobylskij & Ku, 2021
- Heterospilus szepligetii Marsh, Wild & Whitfield, 2013
- Heterospilus tadzhicus Belokobylskij, 1983
- Heterospilus taehoani Belokobylskij & Ku, 2021
- Heterospilus tauricus Telenga, 1941
- Heterospilus tenuitergum
- Heterospilus terminalis Ashmead, 1900
- Heterospilus terrabas Marsh, Wild & Whitfield, 2013
- Heterospilus testaceus (Cameron, 1905)
- Heterospilus thereospilus Marsh, Wild & Whitfield, 2013
- Heterospilus tirnax Papp, 1987
- Heterospilus tobiasi Marsh, Wild & Whitfield, 2013
- Heterospilus tolupan Marsh, Wild & Whitfield, 2013
- Heterospilus townesi Marsh, Wild & Whitfield, 2013
- Heterospilus trece Marsh, Wild & Whitfield, 2013
- Heterospilus tres Marsh, Wild & Whitfield, 2013
- Heterospilus tricolor Marsh, Wild & Whitfield, 2013
- Heterospilus trienta Marsh, Wild & Whitfield, 2013
- Heterospilus tulyensis Belokobylskij, 1994
- Heterospilus turrialbaensis Marsh, Wild & Whitfield, 2013
- Heterospilus tzutujil Marsh, Wild & Whitfield, 2013
- Heterospilus ugaldei Marsh, Wild & Whitfield, 2013
- Heterospilus uno Marsh, Wild & Whitfield, 2013
- Heterospilus variabilis Marsh, Wild & Whitfield, 2013
- Heterospilus variegatus Ashmead, 1894
- Heterospilus veinte Marsh, Wild & Whitfield, 2013
- Heterospilus veintidos Marsh, Wild & Whitfield, 2013
- Heterospilus veintitres Marsh, Wild & Whitfield, 2013
- Heterospilus veintiuno Marsh, Wild & Whitfield, 2013
- Heterospilus vierecki Marsh, Wild & Whitfield, 2013
- Heterospilus vilasi (Docavo Alberti, 1960)
- Heterospilus villegasi Marsh, Wild & Whitfield, 2013
- Heterospilus vincenti Kula, 2011
- Heterospilus virginensis
- Heterospilus vittatus Marsh, Wild & Whitfield, 2013
- Heterospilus vulcanus Marsh, Wild & Whitfield, 2013
- Heterospilus wahli Marsh, Wild & Whitfield, 2013
- Heterospilus warreni Marsh, Wild & Whitfield, 2013
- Heterospilus washingtoni Marsh, Wild & Whitfield, 2013
- Heterospilus watanabei Belokobylskij & Maeto, 2008
- Heterospilus weolchulsanus Belokobylskij & Ku, 2021
- Heterospilus wesmaeli Marsh, Wild & Whitfield, 2013
- Heterospilus whartoni Marsh, Wild & Whitfield, 2013
- Heterospilus whitfieldi Marsh, Wild & Whitfield, 2013
- Heterospilus wildi Marsh, Wild & Whitfield, 2013
- Heterospilus wilkinsoni Marsh, Wild & Whitfield, 2013
- Heterospilus wrightae Marsh, Wild & Whitfield, 2013
- Heterospilus wuyiensis Chen & Shi, 2004
- Heterospilus xanthus Marsh, Wild & Whitfield, 2013
- Heterospilus xerxes Marsh, Wild & Whitfield, 2013
- Heterospilus xinca Marsh, Wild & Whitfield, 2013
- Heterospilus yaqui Marsh, Wild & Whitfield, 2013
- Heterospilus yeogiensis Belokobylskij & Ku, 2021
- Heterospilus ypsilon Marsh, Wild & Whitfield, 2013
- Heterospilus zapotec Marsh, Wild & Whitfield, 2013
- Heterospilus zaykovi van Achterberg, 1992
- Heterospilus zeteki Rohwer, 1925
- Heterospilus zeus Marsh, Wild & Whitfield, 2013
- Heterospilus zitaniae Marsh, Wild & Whitfield, 2013
- Heterospilus zoque Marsh, Wild & Whitfield, 2013
- Heterospilus zunigai Marsh, Wild & Whitfield, 2013
- Heterospilus zurquiensis Marsh, Wild & Whitfield, 2013

## Systématique
Le genre Heterospilus a été créé en 1836 par l'entomologiste irlandais Alexander Henry Haliday (1806-1870) initialement comme un sous-genre du genre Rogas.
Heterospilus a pour synonymes :
- Eoheterospilus Belokobylskij & Maeto, 2009
- Hetrospilus Haliday, 1836

## Publication originale
- (la) Alexander Henry Haliday, « Essay on parasitic Hymenoptera », Entomological Magazine, Londres, Westley & Davis (d) et inconnu, vol. 4,‎ 1836, p. 38-59 (ISSN 1359-1916, OCLC 731006816 et 1568005, lire en ligne).